# Onthophagus sisyphoides
Onthophagus sisyphoides là một loài bọ cánh cứng trong họ Bọ hung (Scarabaeidae).